# West Hanningfield
 (avril 2023).
Pour les articles homonymes, voir East Hanningfield et South Hanningfield.
West Hanningfield est un village et une paroisse civile de l'Essex, en Angleterre.